# Tensta församling
Tensta (uttalas [ténnsta] med grav accent]) är en församling i Vattholma pastorat i Upplands västra kontrakt i Uppsala stift. Församlingen ligger i Uppsala kommun i Uppsala län.

## Administrativ historik
Församlingen har medeltida ursprung. 
Församlingen utgjorde till 1 maj 1925 ett eget pastorat för att därefter till 1962 vara moderförsamling i pastoratet Tensta, Lena och Viksta. Från 1962 är den moderförsamling i pastoratet Tensta, Lena och Ärentuna. Församlingarna i pastoratet bildade 1975 Vattholma kyrkliga samfällighet och pastoratet namnändrades då till Vattholma pastorat.

## Kyrkor
- Tensta kyrka